# 이승재 (쇼트트랙 선수)
이승재(1982년 4월 6일 ~ )는 대한민국의 쇼트트랙 스피드 스케이팅 선수다. 그는 2002년 동계 올림픽에서 두 가지 종목에 출전했다.